# Vi till ditt altarbord bär fram
Vi till ditt altarbord bär fram, nattvardspsalm av Anders Frostenson, skriven 1962, bearbetad 1973. Melodi (G-dur, 4/4) av Carl Nielsen från 1915. Psalmen framhäver läran om "det saliga bytet", det vill säga: "du (Jesus) tar vår skuld, din frid du ger." Och den avslutas på samma sätt som i Bibeln med bönen: "Kom, Herre Jesus".

## Publicerad i
- 1986 års psalmbok, 1986 års Cecilia-psalmbok, Psalmer och Sånger 1987, Segertoner 1988 och Frälsningsarméns sångbok 1990 som nr 73 under rubriken "Nattvarden".
- Finlandssvenska psalmboken 1986 som nr 226 under rubriken "Nattvarden".